# Орёл Шарпа
«Орёл Шарпа» — вторая серия английского исторического телесериала «Приключения королевского стрелка Шарпа», снятая по мотивам одноимённого романа Бернарда Корнуэлла. В ней показана битва при Талавере (эпизод войны на Пиренейском полуострове). Впервые показана в 1993 году британской телекомпанией ITV.

## Описание сюжета
1809 год. Генерал Артур Уэлсли, командующий британскими силами на Пиренейском полуострове, готовится к вторжению в контролируемую французами часть Испании. Он приказывает лейтенанту Ричарду Шарпу и его отряду «смертников» сопровождать Шестой Уэссекский полк под командой новоприбывшего высокомерного и некомпетентного сэра Генри Симмерсона в небольшой, но важной миссии по уничтожению моста через реку. Симмерсон, его племянник лейтенант Гиббонс и лейтенант Берри презирают Шарпа за его низкое происхождение, однако майор Леннокс, служивший с Шарпом в Индии, и американец капитан Лерой отдают должное военному искусству и чувству чести Шарпа. 

Люди Шарпа минируют захваченный без сопротивления мост. Симмерсон замечает на другом берегу реки небольшой французский патруль и приказывает Ленноксу во главе небольшого отряда прогнать французов. Леннокс энергично возражает, но ему приходится подчиниться приказу. Внезапно на них налетают французские уланы, разбивают отряд и захватывают боевое знамя. Шарп и его люди спешат на помощь, но перепуганный Симмерсон приказывает взорвать мост, несмотря на то, что часть его людей всё ещё находится на другом берегу реки. Смертельно раненый Леннокс просит Шарпа захватить французский имперский орёл и воткнуть в его могилу, чтобы он ощутил это, даже находясь на том свете. 

Веллингтон производит Шарпа в капитаны за участие в данной стычке, обойдя тем самым лейтенанта Гиббонса. Возмущённый Симмерсон подбивает Берри отделаться от Шарпа. Берри провоцирует Шарпа на дуэль, намеренно оскорбив графиню Жозефину, которую Шарп спас от Гиббонса и взял под свою защиту. Чтобы предотвратить дуэль, Веллингтон отправляет Шарпа и Берри в ночной патруль. Отряд натыкается на французов, в стычке Берри стреляет Шарпу в спину, однако Харпер убивает Берри, не успевшего добить Шарпа. 

На следующий день англичане вступают в битву при Талавере. Симмерсон отступает, завидев французскую колонну, приближающуюся к их позиции. Шарп принимает команду над Шестым Уэссекским полком, который он тренировал до битвы, и передаёт основные силы под командование капитана Лероя, а сам с частью людей заходит с фланга. Англичане успешно сдерживают натиск французов, в решающий момент люди Шарпа ударяют во фланг противника, обращая его в паническое бегство. Шарп захватывает французского орла и втыкает его древко в могилу Леннокса. Симмерсон, благодаря влиятельным друзьям, избегает наказания за свою трусость и некомпетентность. Жозефина находит себе нового покровителя — капитана Лероя.

## В ролях
| Актёр           | Роль                         |
| --------------- | ---------------------------- |
| Шон Бин         | Ричард Шарп                  |
| Дара О’Мэлли    | Сержант Патрик Харпер        |
| Ассумпта Серна  | Команданте Тереза Морено     |
| Брайан Кокс     | Майор Майкл Хоган            |
| Дэвид Тругтон   | генерал Артур Уэлсли         |
| Майкл Кохран    | сэр Генри Симмерсон          |
| Мартин Якобс    | полковник сэр Уильям Лоуфорд |
| Катя Кабальеро  | Графиня Жозефина             |
| Майкл Меарс     | рядовой Франсис Купер        |
| Джон Там        | рядовой Дэниел Хагман        |
| Джейсон Салки   | рядовой Харрис               |
| Пол Трасселл    | рядовой Исайя Тонг           |
| Гэвэн О`Херлихи | капитан Томас Лерой          |
| Дэвид Эштон     | Майор Леннокс                |
| Даджен, Нил     | лейтенант Гиббонс            |
| Дэниел Крейг    | лейтенант Берри              |
| Нолан Хеммингс  | прапорщик Денни              |
| Пол Бигли       | Доббс                        |

В этой серии Дэвид Траутон последний раз появился в роли Веллингтона, в связи с болезнью его заменил актёр Хью Фрейзер. Актёр Пол Трасселл также не появлялся в дальнейших сериях, как и актёр Брайан Кокс (его сменил Майкл Бирн). Фильм был снят на различных съемочных площадках в Крыму в 1992 году. В предместье Бахчисарая Салачик были устроены декорации средневековой деревни, также проходили съёмки на озере Донузлав. Масштабные съемки были вблизи горы Демерджи, где были возведены грандиозные декорации к фильму.

## Гиперссылки
- Sharpe's Eagle (англ.) на сайте Internet Movie Database
- Sharpe’s Eagle at SharpeFilm.com